# Fritz Hofmann (Politiker, 1924)

Fritz Hofmann

Fritz Hofmann (* 4. März 1924 in Engelburg; † 24. Mai 2005 in Burgdorf) war ein Schweizer Politiker (SVP).
Fritz Hofmann absolvierte seine Schulen in Gossau und St. Gallen. Er lebte in Burgdorf und hatte zwei Kinder. Beruflich bildete er sich zum Diplomierten Ingenieur Agronom an der ETH Zürich aus. Von 1953 bis 1967 machte er Karriere bei der Butterzentrale Burgdorf. Dem Zentralverband schweizerischer Milchproduzenten stand er von 1968 bis 1987 als Direktor vor. Von 1986 bis 1988 war er Präsident des Landwirtschaftlichen Informationsdienstes. Von 1987 bis 1992 war er Präsident der Berner Kantonalbank.
Hofmann wurde 1962 in den Grossen Rat des Kantons Bern und 1971 in den Nationalrat gewählt, dem er bis 1987 angehörte. Von 1976 bis 1984 war er Präsident der Schweizerischen Volkspartei. 